# Triodanis holzingeri
Triodanis holzingeri är en klockväxtart som beskrevs av Mcvaugh. Triodanis holzingeri ingår i släktet indianspeglar, och familjen klockväxter. Inga underarter finns listade i Catalogue of Life.